# Дмитро Плакс
Дмитро Плакс (шведськ. Dmitri Plax; нар. 12 червня 1970, Мінськ) — білоруський режисер перекладач, поет, прозаїк, журналіст, письменник, карикатурист, драматург у Радіотеатрі та колумніст.

## Біографія
12 червня 1970 року в Мінську (БРСР, СРСР) народився білоруський митець Дмитро Плакс. 
Став учасником артгрупи «Беларускі клімат», який був заснований в 1987 році. З 1992 року співпрацює з «Белорусская деловая газета», а з 1994 року — з газетою «Имя», де веде авторську колонку «Плаксы», малює карикатури. З 1997 року переїхав до Стокгольму (Швеція).
З 1999 року починає співпрацю зі Шведським Радіо. Восени 2004 року на міжнародному каналі Шведського Радіо — «Радіо Швеції» засновано Білоруську службу, яка була закрита восени 2009 року. У 2009-2010 — продюсер, ведучий програм Російської служби «Радіо Швеції»
З 2010 року — продюсер, драматург у Радіотеатрі Шведського Радіо.

## Учасник спілок
- Союз письменників Швеції
- Союз білоруських письменників
- Svenska PEN

### Книги
- Дневник Сая Туомбли. — СПб.-Мн.: «Вита Нова»-«Новые мехи», 2001.
- Жара. — СПб.: «Невский простор», 2004.
- Cy Twomblys dagbok. — Stockholm: OEI Editör, 2006.
- Трыццаць тэкстаў: (зборнік вершаў). — Мн.: Медысонт, 2009.
- OM. — Stockholm: Ruin förlag, 2009.
- re citat iver. — Stockholm: Ersatz, 2011.
- Если бы я был. — 2011.

### Антології
- Poeter mot krig. — Malmö: Yelah förlag, 2003.
- TEXST. — Stockholm: Konstfack, 2004.
- Знаки препинания. — Мн.: «Новые мехи», 2005.

### Перекладацька діяльність
- Daniil Charms, «Den fyrbenta kråkan» (Malmö: Rámus förlag, 2005)
- Barys Pjatrovitj, «Fresker» (Malmö: Rámus förlag, 2008)
- Астрыд Ліндгрэн, «Піпі Доўгаяпанчоха» (Мінск: Зміцер Колас, 2008)
- Катарына Фростэнсан, «Чыстая краіна» (Мінск: Медысонт, 2011)
- Barys Pjatrovitj, «Torget» (Malmö: Rámus förlag, 2011)
- Andrej Chadanovitj, «Fria verser» (Stockholm: Ersatz, 2011)

Таксама пераклаў на беларускую паасобныя вершы Т. Транстромера.

### П'єси
- «Барух Эмануэль» (паст. НАТ імя Я. Купалы, рэжысёр Наталі Рынглер/Natalie Ringler, Мінск, 2003)
- «Kuppen» (паст. Радыётэатр Шведскага радыё, рэжысёр Людвіг Юзэфсан/Ludvig Josephson, Стакгольм, 2011)
- «Anne Frank och konduktören» (паст. Радыётэатр Шведскага радыё, рэжысёр Мары Венэрсцен/Marie Wennersten, Стакгольм, 2011)

### Проєкти
- «Фотахоку» (разам з Ігарам «Міцьком» Корзунам), Музей сучаснага выяўленчага мастацтва, Мінск; Культурны цэнтр Inkonst, Мальмё, (2004—2008)
- «Schackspel» (разам з Магнусам Бертасам), Музей сучаснага мастацтва, Лейпцыг; Нацыянальны гістарычна-культурны музей, Полацк; Музей сучаснага выяўленчага мастацтва, Мінск (2005—2007)
- «Videodnevnik» (разам з Нільсам Класанам), Музей гісторыі беларускага кіно, Мінск; Цэнтр сучаснага мастацтва, Кіеў; Муніцыпальная мастацкая галерэя, Харкаў; Галерэя «Дзіндра», Львоў; Галерэя Tegen 2, Стакгольм (2006—2008)
- «Перашкоды і націскі»: тэкст — Дзмітрый Плакс; музыка — Філіп Чмыр. («Будзьма беларусамі», Мінск, 2011)

## Мова творів
Дмитро Плакс пише свої твори шведською, російською і білоруською мовами.

## Додаткова література
Трыццаць тэкстаў. ― Мн.: Медысонт, 2009. — ISBN 978-985-6887-28-7
1. 1 2  LIBRIS — Королівська бібліотека Швеції, 2016.